# Desomorfin

Strukturformel för desomorfin.

Desomorfin, även känt som krokodil, summaformel C17H21NO2, är ett smärtstillande opiatpreparat härlett ur morfin. Desomorfin syntetiserades första gången i USA 1932. Ämnet har en molmassa på 271,354 g/mol och IUPAC-namnet 4,5-α-epoxi-17-metylmorfinan-3-ol. Drogen har sedativa och analgetiska egenskaper och är omkring åtta gånger starkare än morfin. I Schweiz användes substansen under namnet permonid och sades verka snabbt och under ett kort förlopp med ganska lite illamående eller hypoventilation jämfört med motsvarande mängder morfin.
Substansen är narkotikaklassad och ingår i förteckningarna N I och N IV i 1961 års allmänna narkotikakonvention, samt i förteckning II i Sverige.
Drogen väckte uppmärksamhet i Ryssland 2010 på grund av en våg av hemlig produktion, förmodligen på grund av dess enkla syntes från kodein. Det vardagliga namnet på drogen i Ryssland är krokodil och den används som ett billigare alternativ till heroin, då kodeintabletter finns tillgängliga utan recept. Att använda hemmagjort desomorfin rapporterades först från östra Sibirien 2002, men har sedan dess spridits över hela Ryssland och närliggande före detta Sovjet-republiker. Drogen görs lätt från kodein, jod och röd fosfor i en process som liknar tillverkandet av metamfetamin från pseudoefedrin, men desomorfin som görs på detta sätt är väldigt oren och förorenad med olika giftiga och frätande biprodukter. Då blandningen rutinmässigt injiceras omedelbart med lite eller ingen rening, har krokodil blivit ökänt för att orsaka svåra vävnadsskador och kallbrand, vilket ibland kräver amputering, hos långtidsanvändare.